# Yaroslav Kozin
Yaroslav Kozin (6 marzo 1980) è un pentatleta ucraino.

## Palmarès
In carriera ha conseguito i seguenti risultati:
- Europei

Usti nad Labem 2002: bronzo nel pentathlon moderno staffetta a squadre.